# کی‌وی‌ال‌وای-تی‌وی ماست
کی‌وی‌ال‌وای-تی‌وی ماست (انگلیسی: KVLY-TV mast) دکل مخابراتی به ارتفاع ۶۲۸٫۸ متر، است، که در شهر بلانچارد، داکوتای شمالی در ایالات متحده آمریکا مستقر می‌باشد. پروژه ساخت این سازه در سال ۱۹۶۳ تکمیل و افتتاح گردید.

## نگارخانه

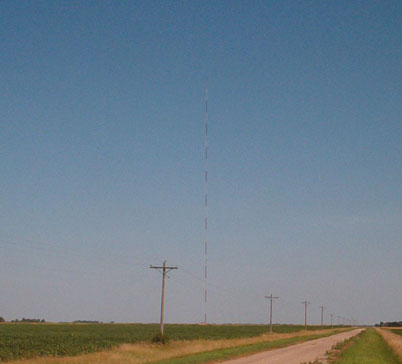
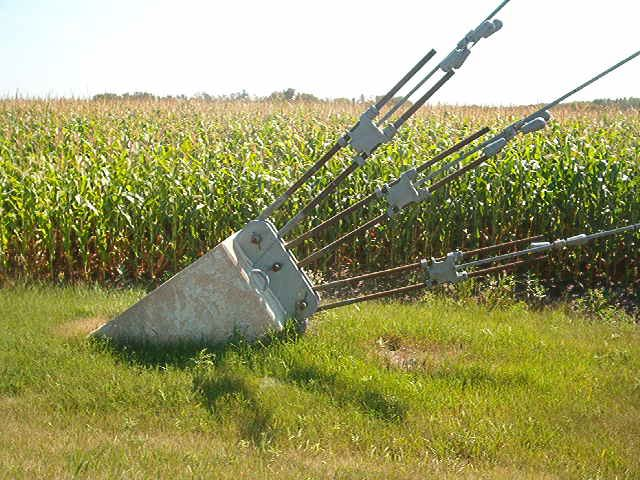
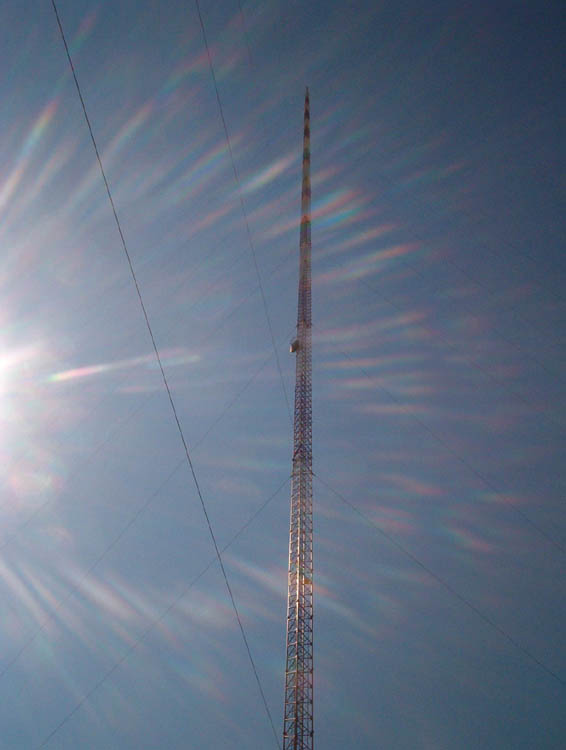
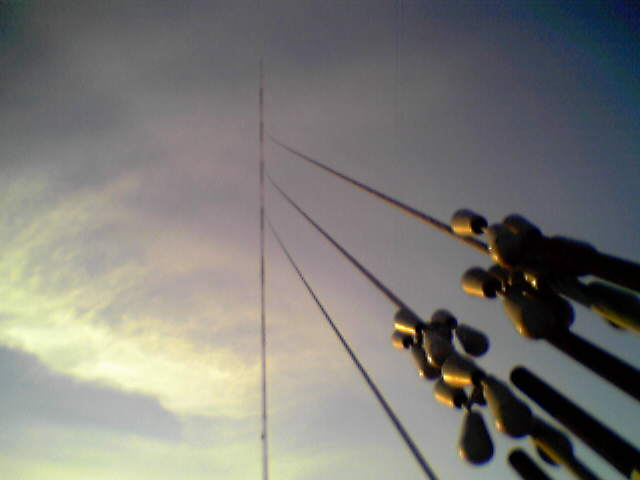